# Rougé
Rougé là một xã thuộc tỉnh Loire-Atlantique, trong vùng Pays de la Loire ở phía tây nước Pháp. Xã này nằm ở khu vực có độ cao từ 39-109 mét trên mực nước biển. Theo điều tra dân số năm 2006 của INSEE, xã có dân số 2262 người.
Thị trấn này gần Rennes.
Sông Chère tạo thành một phần ranh giới phía nam thị trấn.